# Henning Mankell
Henning Mankell (Estocolmo, 3 de Fevereiro de 1948 - Gotemburgo, 5 de Outubro de 2015) foi um escritor sueco, criador do personagem Kurt Wallander. É um dos escritores suecos mais lidos no mundo, traduzido para mais de 40 línguas, e com mais de 40 milhões vendidos.

## Biografia
Nasceu a 3 de fevereiro de 1948 em Estocolmo. A mãe saiu de casa quando ele tinha 1 ano. Só a quis conhecer aos 15 mas nunca ficaram próximos. O pai, juiz, levou os três filhos para Sveg (Härjedalen), terra pequena. A viver por cima do tribunal, interessou-se cedo pelo sistema judicial. E, leitor compulsivo, cedo soube que queria ser escritor. Aos 16 anos partiu para a marinha mercante e aos 18 para Paris. Só aos 24 chegou ao sonho: África. Viveu na Zâmbia e a partir de 1975 em Moçambique, onde em 1986 fundou o Teatro Avenida, que dirigiu. Até ficar doente, repartiu os dias entre Ystad, na Suécia, e em Maputo, em Moçambique. A sua quarta mulher Eva Bergman, filha do famoso cineasta sueco Ingmar Bergman (filha do realizador Ingmar Bergman) e os filhos aceitaram a divisão. Milionário a partir dos anos 90, mostrou-se sempre generoso, financiando projectos solidários e culturais. Intelectual de esquerda, introduziu a crítica social nos policiais. Foi activista contra o apartheid, o colonialismo, a ocupação da faixa de Gaza (onde se viu preso e deportado em 2010). Desde 2012 lutava contra um cancro na cervical e num pulmão, que o matou no dia 5 de outubro de 2015, em Gotemburgo, aos 67 anos.

## Obra
Mankell é mundialmente conhecido pelos romances do inspetor Kurt Wallander. Na Suécia Mankell é também conhecido como escritor de literatura infantil. Além disto ele gosta muito do teatro e tem escrito várias peças. Sua atividade teatral é maior desde que fundou a troupe "Teatro Avenida", em Moçambique.
- Mördare utan ansikte (1991) - Tradução: Assassino Sem Rosto (2011)
- Hundarna i Riga (1992) - Tradução: Os Cães de Riga (2003)
- Den vita lejoninnan (1993) - Tradução: A Leoa Branca (2002)
- Mannen som log (1994) - Tradução: O Homem Que Sorria (2006)
- Comédia Infantil (1995) - Tradução: Comédia Infantil (2006)
- Villospår (1995) - Tradução portuguesa: A Falsa Pista (2002), Tradução brasileira:O Guerreiro Solitário(2010)
- Den femte kvinnan (1996) - Tradução: A Quinta Mulher (2012)
- Steget efter (1997) - Tradução: Um Passo Atrás (2006)
- Brandvägg (1998) - Tradução: A Muralha Invisível (2008)
- Pyramiden (1999)
- Tea-Bag (2002) - Edição portuguesa: Tea-Bag - O Sorriso da Esperança
- Innan frosten (2002) - Literalmente: Antes da Geada
- Italienska skor (2006) - Edição portuguesa: Sapatos italianos[6]
- Kinesen (2008) - Tradução brasileira: O Homem de Beijing (2011), Tradução portuguesa: O Homem de Pequim (2010)
- Minnet av en smutsig ängel (2011) - Edição portuguesa: Um Anjo Impuro (2015)
- Den orolige mannen (2009) - Tradução: Um Homem inquieto (2012)
- Handen (2013) - Literalmente A mão

## Alguns prémios e menções honrosas
- 1991 - Melhor Romance Policial do Ano - Mördare utan ansikte
- 1992 - Prémio Chave de Vidro (Glasnyckeln)
- 1993 - Deutscher Jugendliteraturpreis [7]
- 1995 - Melhor Romance Policial do Ano - Villospår
- 1996 - Prémio Astrid Lindgren (Astrid Lindgren-priset)
- 1996 - Prémio Heffaklump do Jornal Expressen
- 1996 - Prémio do Romance da Rádio Nacional Sueca
- 1998 - Prémio August (Augustpriset)
- 2001 - The Gold dagger [8]